# Kóstas Kazákos
Kóstas Kazákos (grec moderne : Κώστας Καζάκος), né le 29 mai 1935 à Pyrgos et mort le 13 septembre 2022 à Athènes, est un acteur et homme politique grec, élu au parlement hellénique pour le KKE.

## Biographie
Kóstas Kazákos fit des études de théâtre et de cinéma. Il commença sa carrière cinématographique en 1953 et monta sur les planches en 1956.
En 1973, il passa plusieurs jours en prison pour sa pièce To megalo mas tsirko (Notre grand cirque) considérée comme une attaque contre la dictature des colonels.
En 2007, il fut élu député communiste lors des Élections législatives grecques de 2007 et réélu en 2009.

### Famille
En 1967, Kóstas Kazákos épousa Jenny Karézi avec qui il eut un fils deux ans plus tard. Il s'est remarié en 1997.

## Filmographie sélective
- 1956 : L'Enlèvement de Perséphone
- 1962 : Électre
- 1965 : Bloko
- 1967 : Les balles ne reviennent pas
- 1967 : Concerto pour mitrailleuses (el)
- 1969 : La Fille n°17
- 1970 : Une Femme dans la Résistance
- 1972 : Lysistrata
- 1977 : Iphigénie